# Max Dashu
 (septembre 2024).
Maxine Hammond Dashu (née en 1950), connue professionnellement sous le nom de Max Dashu, est une historienne féministe, auteure et artiste américaine. Ses domaines d'expertise comprennent l'iconographie féminine, les cultures de droit maternel et les origines du patriarcat.
En 1970, Max Dashu a fondé les Suppressed Histories Archives pour rechercher et documenter l'histoire des femmes et pour rendre l'ensemble de l'histoire et de la culture des femmes visible et accessible, La collection comprend 15 000 diapositives et 30 000 images numériques, Depuis le début des années 1970, Dashu a donné des présentations visuelles sur l'histoire des femmes à travers l'Amérique du Nord, l'Europe et l'Australie.
Max Dashu est l'auteur de Witches and Pagans: Women in European Folk Religion, 700–1100 (2016), premier volume d'une série prévue de 16 volumes intitulée Secret History of the Witches.

## Enfance et études
Max Dashu a grandi à West Chicago, dans l'Illinois. En 1968, elle a obtenu une bourse complète à l'Université Harvard , où elle a commencé ses recherches sur l'histoire des femmes,,. Face à une « résistance enracinée » à la recherche féministe, elle a choisi de quitter l'université pour devenir une chercheuse indépendante,. Après avoir fondé les Suppressed Histories Archives en 1970, elle a commencé à présenter l'histoire des femmes en 1973, partageant des diapositives de ses recherches dans des librairies féministes, des cafés et des centres pour femmes, Les présentations de diapositives de Dashu offraient une histoire visuelle à une époque où l'histoire et l'art lesbiens n'étaient pas facilement accessibles.
En 1976, Max Dashu a participé au comité de défense d'Inez García. Au début des années 1980, Dashu a travaillé dans l'organisation Household Workers' Rights, un projet du syndicat WAGE créé en 1979 pour les femmes qui travaillent,.

## Carrière

### Historienne
Max Dashu a consacré des décennies de son travail à l'histoire des femmes dans le monde, notamment en Europe, en Asie et en Afrique Ses domaines d'intérêt incluent les chamanes et les prêtresses, les sorcières et les procès de sorcières, la religion populaire et les traditions païennes européennes. Son travail a cité des preuves à l'appui des lignées maternelles égalitaires, et elle a rédigé une critique de The Myth of Matriarchal Prehistory (2000) de Cynthia Eller. Son article « Knocking Down Straw Dolls: A Critique of Cynthia Eller's The Myth of Matriarchal Prehistory » a été réimprimé dans la revue Feminist Theology en 2005,,. Dashu a également publié dans l'anthologie de 2011 Goddesses in World Culture , éditée par Patricia Monaghan.
En 2016, Max Dashu a publié Witches and Pagans: Women in European Folk Religion, 700-1100 . L'ouvrage est le premier volume d'une série en 16 parties intitulée Secret History of the Witches. La série explore l'histoire culturelle et la répression des femmes en Europe, sur une période de 2 000 ans. Le prochain volume, sous le titre provisoire Pythias, Melissae and Pharmakides, se concentrera sur la Grèce.
Présentant des documents provenant des Archives des Histoires Supprimées, Dashu a donné des conférences dans des centaines d'universités, de conférences et de festivals à travers le monde. En plus des images et des articles disponibles sur son site Web, Dashu propose également des cours en ligne sur l'histoire des femmes via webcast.
Max Dashu a servi de consultant historique pour le documentaire Woman to Woman de Donna Deitch de 1975 et pour la fresque murale du Women's Building de San Francisco en 1994.

### Artiste
Max Dashu réalise des peintures, des afficheset des gravures féministes. Son art est apparu dans Witch Dream Comix (1975), l'anthologie She Is Everywhere!: An Anthology of Writing in Womanist/Feminist Spirituality (2005), Sinister Wisdom  Daughters of the Moon Tarot , et dans les livres de Judy Grahn , Diane Stein et Martha Shelley , ainsi que dans d'autres publications féministes, lesbiennes et païennes Elle a également fourni les illustrations de son livre Witches and Pagans et utilise ses propres illustrations pour recréer des artefacts incomplets ou endommagés présentés dans ses présentations.

### Radio
De 1980 à 1983, Max Dashu a coproduit l'émission de radio hebdomadaire A World Wind avec Chana Wilson sur KPFA à Berkeley, en Californie. L'émission présentait de la musique, des informations et de la culture féminines internationales,. En 1981, Dashu a produit l'émission sur l'histoire des femmes Flashes from Our Past.

## Œuvres choisies

### Livres
- Witches and Pagans: Women in European Folk Religion, 700-1100 (2016)
- Witch Dream Comix (1975)

### Articles
- Miriam Robbins Dexter & Vicki Noble, in"Resurgence" in Foremothers of the Women's Spirituality Movement: Elders and Visionaries,  (2015)
- "Icons of the Matrix: female symbolism in ancient culture" (originally published 2005, updated in 2014)
- "Raising the Dead: Medicine Women Who Revive and Retrieve Souls I" (2013)
- Mary Saracino & Mary Beth Moser, in "The Meanings of Goddess" in She Is Everywhere, (2011)
- Patricia Monaghan" in Xi Wangmu: The Great Goddess of China" in Goddesses in World Culture, (2010)
- Patricia Monaghan in "Female Divinities of South America" in Goddesses in World Culture, (2010)
- "Knocking Down Straw Dolls: A Critique of Eller's The Myth of Matriarchal Prehistory" (originally published 2000, republished in Feminist Theology in 2005)
- "Women's Studies Beyond Academia" in off our backs (2003)
- "Another View of the Witch Hunts" in The Pomegranate (1999)
- Review of Witches and Neighbors: The Social and Cultural Context of European Witchcraft by Robin Briggs (1998)
- "Respect and Responsibility: On Cultural Appropriation" in La Gazette (1993)

### Multimedia
- Suppressed History Archives
- Woman Shaman: The Ancients (2-disc DVD)
- Women's Power (DVD)[25]
- Cours en vidéo https://suppressed-histories.teachable.com/